# Dominik Szala
Dominik Jerzy Szala (Katowice, 24 aprile 2006) è un calciatore polacco, difensore del Górnik Zabrze.

## Carriera

### Club
È cresciuto nei settori giovanili di GKS Katowice, Legia Varsavia ed infine Górnik Zabrze, che lo ha promosso in prima squadra nel 2023. Ha fatto il suo esordio tra i professionisti il 2 settembre 2023 nell'incontro di Ekstraklasa pareggiato 1-1 contro il Lech Poznań.

### Nazionale
Ha giocato nelle nazionali polacche Under-17 ed Under-18. Nel 2023 ha partecipato al campionato europeo Under-17, terminato con la sconfitta in semifinale per mano della Germania.

## Statistiche

### Presenze e reti nei club
Statistiche aggiornate al 6 aprile 2025.
| Stagione        | Squadra         | Campionato      | Campionato | Campionato | Coppe nazionali | Coppe nazionali | Coppe nazionali | Coppe continentali | Coppe continentali | Coppe continentali | Altre coppe | Altre coppe | Altre coppe | Totale | Totale | Totale |
| Stagione        | Squadra         | Comp            | Pres       | Reti       | Comp            | Pres            | Reti            | Comp               | Pres               | Reti               | Comp        | Pres        | Reti        | Pres   | Reti   |        |
| --------------- | --------------- | --------------- | ---------- | ---------- | --------------- | --------------- | --------------- | ------------------ | ------------------ | ------------------ | ----------- | ----------- | ----------- | ------ | ------ | ------ |
| 2023-2024       | Górnik Zabrze   | EK              | 10         | 0          | CP              | 0               | 0               | -                  | -                  | -                  | -           | -           | -           | 10     | 0      |        |
| 2024-2025       | Górnik Zabrze   | EK              | 15         | 0          | CP              | 1               | 0               | -                  | -                  | -                  | -           | -           | -           | 16     | 0      |        |
| Totale carriera | Totale carriera | Totale carriera | 25         | 0          |                 | 1               | 0               |                    | -                  | -                  |             | -           | -           | 26     | 0      |        |